# 後藤星
後藤 星（ごとう せい、10月22日 - ）は、日本の漫画家。鹿児島県出身。

## 略歴
デザイン事務所、レコード会社、建設会社勤務などを経て1990年、集英社第1回コバルトイラスト大賞受賞をきっかけにデビュー。その約半年後、学研よりまんが家としてもデビュー。
2013年よりマレーシア・ペナン在住。

## 主な作品

### 漫画
- 雲上楼閣綺談 （学研）全8巻
  - 文庫版「雲上楼閣綺談」（ホーム社）全5巻
  - 愛蔵版「雲上楼閣綺談」（学研）全4巻
- Others -人間ではないもの- （学研）全1巻
- アールグレイ氏の優雅な生活 （集英社）全2巻
- 龍と魔法使い（集英社）全1巻 （原作・榎木洋子）
- 寒冷前線コンダクター（角川書店）全1巻（原作・秋月こお）
- 花のように （新書館）全1巻
- 踊り場解放区（集英社）全1巻
- ぼくらのハッカ荘へようこそ （エンターブレイン）全1巻
- 我おもう、ゆえにネコあり（秋田書店）未単行本

### 挿絵
- ＭＡＭＡ（集英社）全1巻（著・須賀しのぶ）
- 龍と魔法使い（集英社）全15冊（著・榎木洋子）
- ボクハ・キミガ・スキ（集英社）全1巻（著・谷山浩子）
- 新装版 なんて素敵にジャパネスク（集英社）全10冊（著・氷室冴子）
- 富士見二丁目交響楽団（角川書店）（20巻以降）全35冊（著・秋月こお）

### イラスト集
- 後藤星イラスト集 Schiller（エンターブレイン）